# Migrazione cellulare

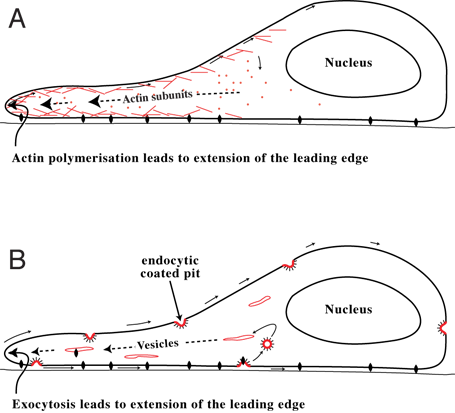
Due diversi meccanismi di migrazione cellulare: A) modello citoscheletrico; B) modello di flusso di membrana.

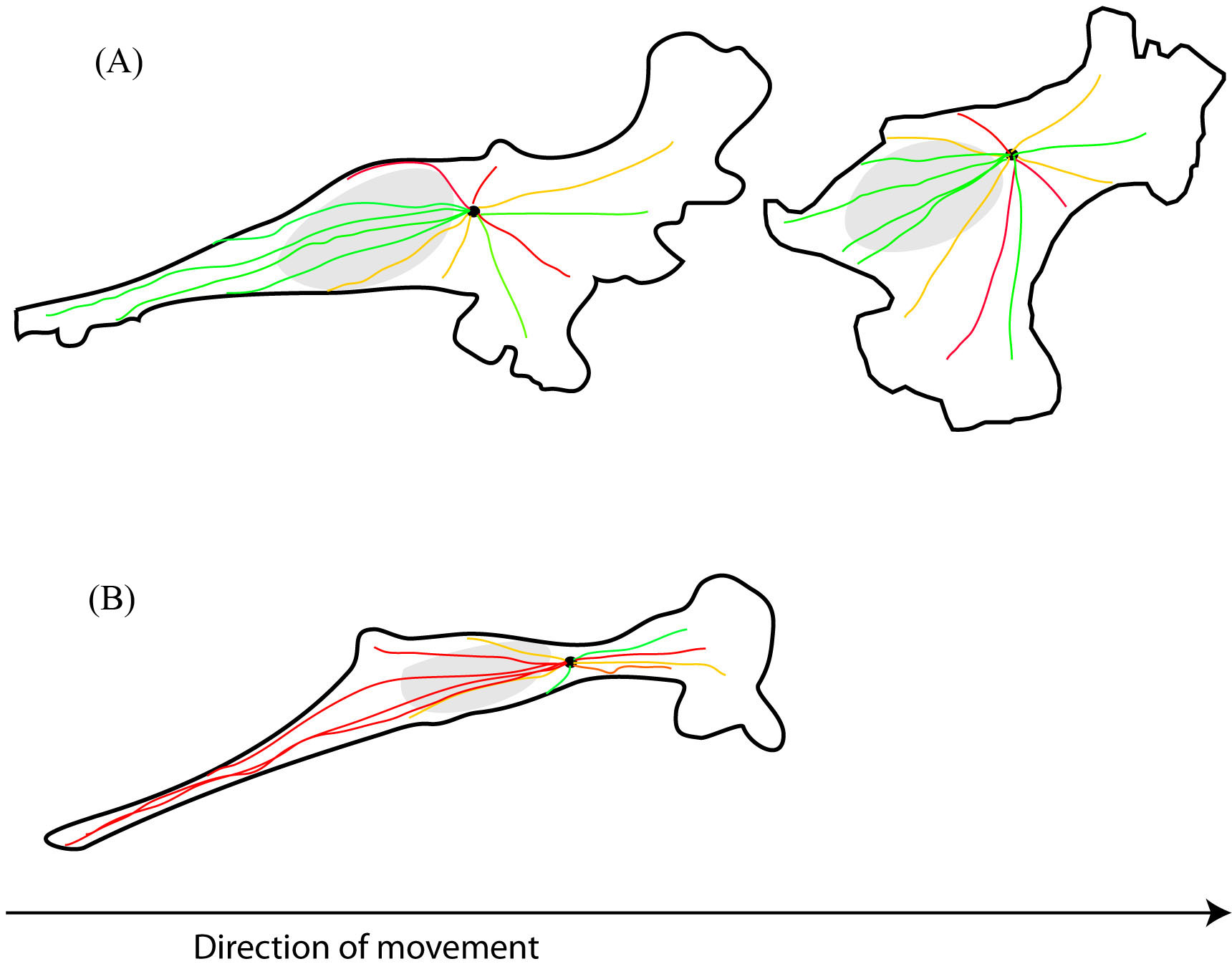
Figura A: i microtubuli sono necessari per la contrazione e retrazione della porzione caudale della cellula in migrazione. I microtubuli ad alta dinamicità sono colorati in verde, quelli a media dinamicità sono colorati in giallo, quelli stabili sono colorati in rosso. Figura B: i microtubuli stabili permettono l'ancoraggio alle cellule circostanti, inibendo così la migrazione della cellula entro cui sono contenuti.

La migrazione cellulare è un processo centrale nello sviluppo e nel mantenimento dell'omeostasi degli organismi pluricellulari. La formazione dei tessuti durante l'embriogenesi, la cicatrizzazione delle ferite e le reazioni immunitarie richiedono il movimento coordinato delle cellule in direzioni specifiche, al fine di raggiungere sedi specifiche nell'organismo. Le cellule generalmente migrano in risposta a precisi segnali esterni, sia di tipo chimico che di tipo meccanico. Difetti del meccanismo di migrazione cellulare fanno capo a specifiche patologie, solitamente genetiche il cui quadro clinico può includere manifestazioni gravi, come ritardo mentale, problemi all'apparato cardiovascolare, formazione di neoplasie e metastatizzazione di esse. Una migliore comprensione delle dinamiche di migrazione cellulare potrebbe consentire lo sviluppo di nuove strategie terapeutiche per, ad esempio, limitare o arrestare la proliferazione delle cellule tumorali.
A causa dell'alta viscosità di molti tessuti corporei (aventi un basso numero di Reynolds), le cellule devono produrre forze che consentano loro il movimento. Il movimento attivo delle cellule è reso possibile da vari meccanismi diversi tra loro: molti procarioti, così come gli spermatozoi, usano flagelli o ciglia per il loro movimento propulsivo. La migrazione delle cellule degli organismi eucarioti, invece, è generalmente molto più complessa e può consistere nella presenza, simultanea o consequenziale, di molteplici meccanismi diversi di migrazione. Tali processi solitamente comportano cambiamenti drastici nella forma delle cellule; queste modificazioni morfologiche sono rese possibili dall'elasticità del citoscheletro. Due tipologie di migrazione molto studiate sono il movimento cellulare per alterazione morfologica del citoscheletro e la migrazione per mezzo della modificazione del modello a mosaico fluido della membrana cellulare. Un esempio paradigmatico della migrazione cellulare riguarda i cheratinociti dell'epidermide dei pesci, che sono stati ampiamenti utilizzati nell'ambito della ricerca scientifica.

## Studio della migrazione cellulare
La migrazione delle cellule in coltura, in 3D o con immagini bidimensionali, è comunemente studiata con tecniche microscopiche. Poiché il movimento delle cellule è molto lento (nell'ordine di alcuni micrometri al minuto), la visualizzazione delle immagini microscopiche viene spesso effettuata con la tecnica del time-lapse. Questi video mostrano che la porzione anteriore della prima cellula (in ordine di spazio e di tempo) coinvolta nella migrazione è molto attiva ed effettua movimenti ritmici di contrazione e di distensione. È generalmente accettato che la porzione anteriore cellulare sia il principale motore della migrazione della cellula nel complesso.

### Caratteristiche comuni
Sembra che i processi citologici che avvengono nella migrazione cellulare nei mammiferi abbiano molte analogie con i meccanismi di locomozione (eccezion fatta per le migrazioni effettuate dagli spermatozoi). I processi in comune includono:
- Dislocamento ed elongazione del citoplasma sulla superficie cellulare anteriore, di attacco
- Rimozione laminare dei detriti accumulati dorsalmente, nella parte posteriore della cellula

La seconda di queste due caratteristiche è di più facile osservazione dopo la marcatura con un anticorpo fluorescente, oppure dopo la creazione di legami artificiali tra i granuli intracellulari e la superficie della porzione cellulare posta anteriormente.
Si osserva che altre cellule eucariotiche migrano con meccanismi simili: ad esempio, l'ameba Dictyostelium discoideum risulta utile nell'ambito della ricerca scientifica in quanto mostra costantemente fenomeni di chemiotassi in risposta alla presenza di AMP ciclico; queste amebe si muovono più rapidamente di quanto facciano le cellule in coltura tissutale. Inoltre, D. discoideum è un organismo aploide, il che semplifica il lavoro di correlazione causale tra un prodotto genico particolare e il suo ruolo all'interno delle dinamiche di migrazione cellulare.